# Entwistle
Entwistle – wieś w Anglii, w hrabstwie ceremonialnym Lancashire, w dystrykcie (unitary authority) Blackburn with Darwen. Leży 25 km na północny zachód od miasta Manchester i 284 km na północny zachód od Londynu.